# Berzunți, Bacău
Berzunți (în trecut, Martin-Berzunți) este satul de reședință al comunei cu același nume din județul Bacău, Moldova, România. La recensământul din 2002 avea o populație de 2709 de locuitori.

## Istoric
Localitatea a fost atestată documentar pentru prima oară la data de 29 iunie 1400 de către domnitorul Alexandru cel Bun. 

## Toponimie
Denumirea îi vine de la un anume boier Vasile Berzea care a primit moșie de la Alexandru cel Bun întreg ținutul de la Culmea Berzunți până la râul Tazlău. Unele legende susțin că numele ar veni de la un cioban - Berunțianu.

## Monumente
În acest sat se află și Mănăstirea Berzunți, astăzi transformată în biserică de mir.